# 尚献甫
尚献甫（？—702年），唐朝卫州汲县（今河南省汲县）人。
他出家为道士，善占候、天文。武则天时召见，任命为太史令，他表示推辞，自己放诞，不能屈事长官。武则天改太史局为浑仪监，不隶属于秘书省，以尚献甫为浑仪监。多次问他灾异，事情都应验。又令尚献甫在上阳宫集合学者撰写《方域图》。长安二年，天文荧惑犯五诸侯，尚献甫上奏：“五诸侯，太史位；臣本命纳音在金；荧，火也，能克金，臣将死。”武则天为他禳厌，让他改任水衡都尉，对他说：“水能生金，今又去太史之位，卿无忧矣。”当年秋天尚献甫还是死了，武则天嗟叹可惜。再以浑仪监为太史局，依旧隶属于秘书监。